# Шёнбек (Мекленбург-Передняя Померания)
Шёнбек (нем. Schönbeck) — община в Германии, в земле Мекленбург-Передняя Померания.
Входит в состав района Мекленбург-Штрелиц. Подчиняется управлению Вольдег.  Население составляет 419 человек (на 31 декабря 2010 года). Занимает площадь 24,33 км².